# Dialeurolonga strychnosicola
Dialeurolonga strychnosicola là một loài côn trùng cánh nửa trong họ Aleyrodidae, phân họ Aleyrodinae.
Dialeurolonga strychnosicola được Cohic miêu tả khoa học đầu tiên năm 1966.